# Bergisch Neukirchen
Bergisch Neukirchen ist der nördlichste Stadtteil von Leverkusen.

## Geografie und Lage
Bergisch Neukirchen grenzt im Osten an die Stadt Burscheid, im Süden an Quettingen und Lützenkirchen, im Südwesten an Opladen und im Norden an die Wupper sowie an die Stadt Leichlingen. Der Stadtteil Bergisch Neukirchen hat eine Fläche von 796 Hektar. Zu Bergisch Neukirchen gehören eine Reihe weiterer gewachsener Dörfer, unter ihnen Pattscheid, Biesenbach und Imbach.

## Geschichte
Im 9. oder 10. Jahrhundert erfolgte die Gründung des Ortes Neukirchen und ca. 1150 ein erster Kirchbau. Für das Jahr 1223 findet sich die erste urkundliche Erwähnung von Neukirchen. Politisch gehörte der Ort seit 1360 zum Amt Miselohe im Herzogtum Berg.

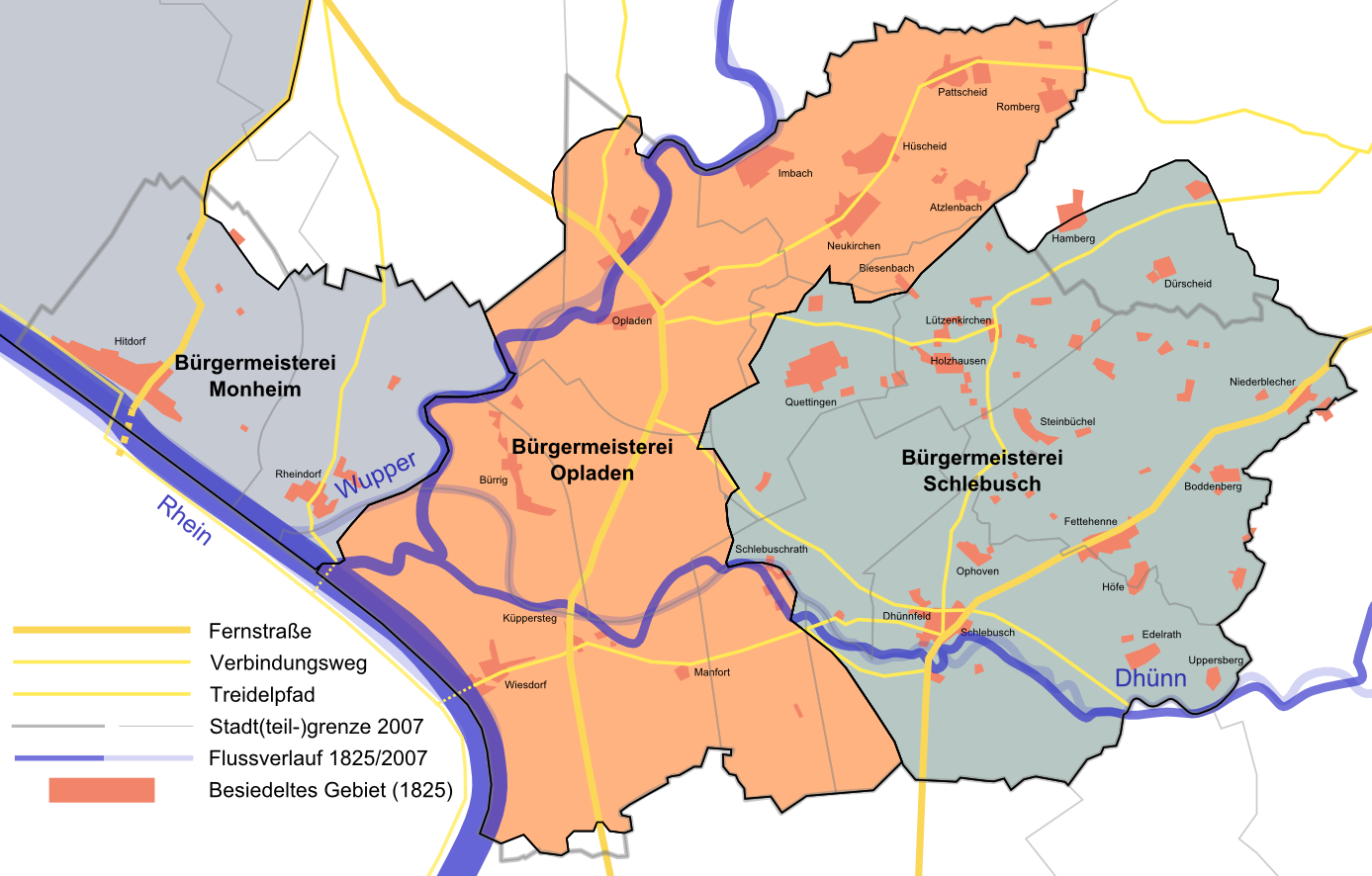
Neukirchen als Teil der Bürgermeisterei Opladen

1555 erhielt Neukirchen ein eigenes Gericht. Am 16. Dezember 1582 bekannte sich der Ort zum protestantischen Glauben. 1600 wurde das Neukirchener Gericht mit dem Schlebuscher Gericht vereinigt. Der Ort wurde 1630 im Zuge des Dreißigjährigen Krieges niedergebrannt. Darauf folgte 1704 ein zweiter nachgewiesener Kirchenbau. 1781 wurde die Kirche abgerissen und ein Neubau der evangelischen Kirche im bergischen Barockstil begonnen. 1784 wurde die Kirche eingeweiht.
Von 1795 bis 1807 war Neukirchen von französischen Truppen besetzt. Bis 1807 unterstanden Neukirchen und Witzhelden einer gemeinsamen Mairie. Anschließend gehörte Neukirchen zum Kanton Opladen im Arrondissement Düsseldorf im Département Rhin. 1815 erfolgte die Gründung der Rheinischen Krautfabrik; im gleichen Jahr kamen das Rheinland und damit auch Neukirchen an das Königreich Preußen. Zunächst gehörte der Ort zum Kreis Opladen und seit 1819 zum Kreis Solingen. Im Jahre 1820 wurde die Gemeinde Neukirchen bei der Teilung der Bürgermeisterei Witzhelden der Bürgermeisterei Opladen zugeschlagen.
Am 24. August 1857 erhielt Neukirchen das Stadtrecht gemäß der Rheinischen Städteordnung und schied dadurch aus der Bürgermeisterei Opladen aus. Erster Bürgermeister der neuen Stadt wurde Robert Pilgram, der 1858 sein Amt antrat. Im Jahre 1881 bekam Neukirchen durch die Eisenbahnlinie Opladen–Lennep einen Anschluss an das Eisenbahnnetz. 1901 wurde der Bahnhof gebaut.

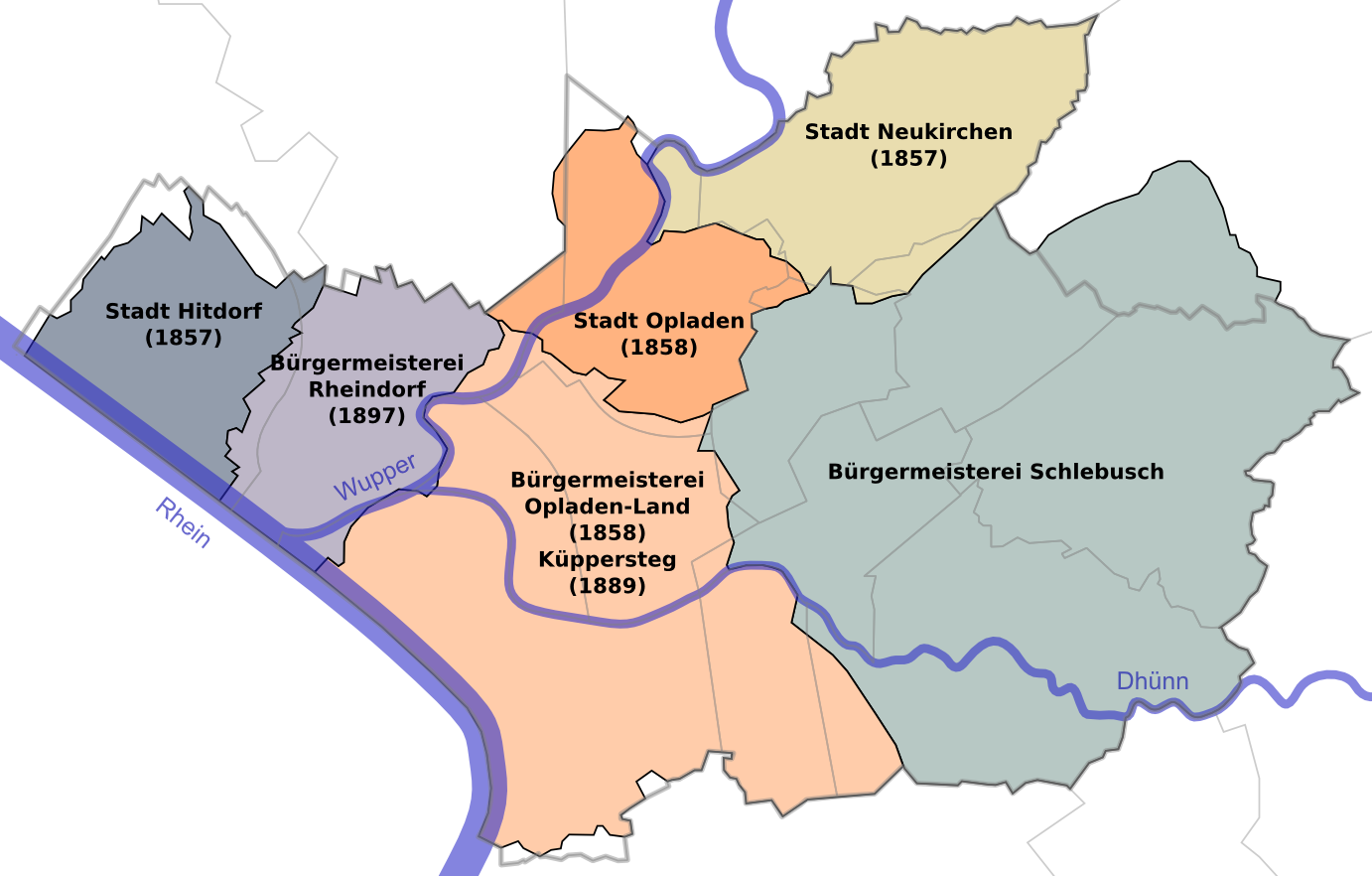
Stadt Bergisch-Neukirchen zwischen 1857 und 1930

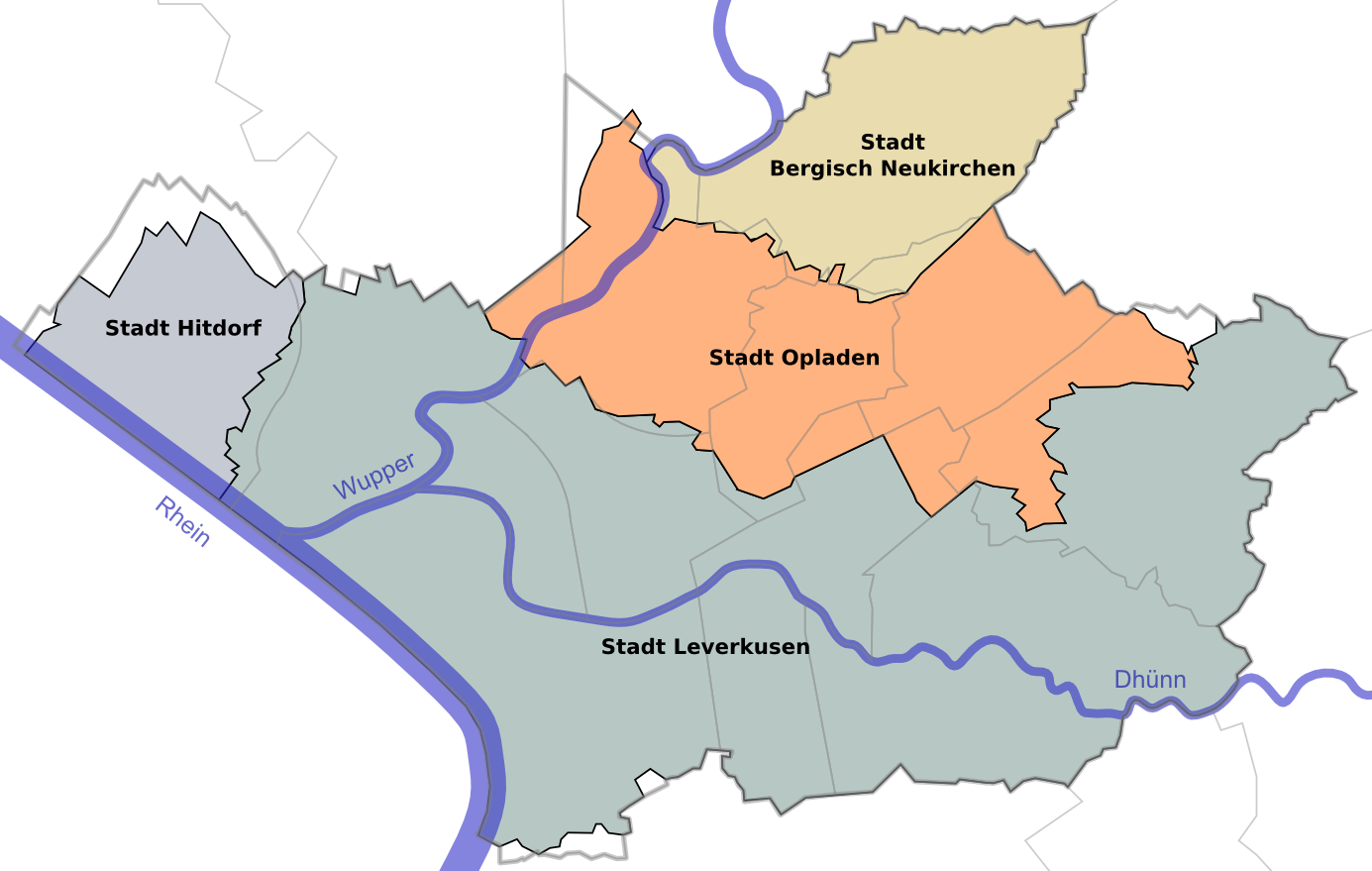
Stadt Bergisch-Neukirchen zwischen 1930 und 1975

Um Verwechselungen zukünftig auszuschließen, wurde Neukirchen in Bergisch-Neukirchen umbenannt. 1909 wurde der Kirchturm aufgestockt und eine Zwiebelhaube aufgesetzt. 1910 begründete der Schraubenfabrikant Max Tillmanns den Tillmanns-Park, der seit 1988 im Besitz der Stadt ist.

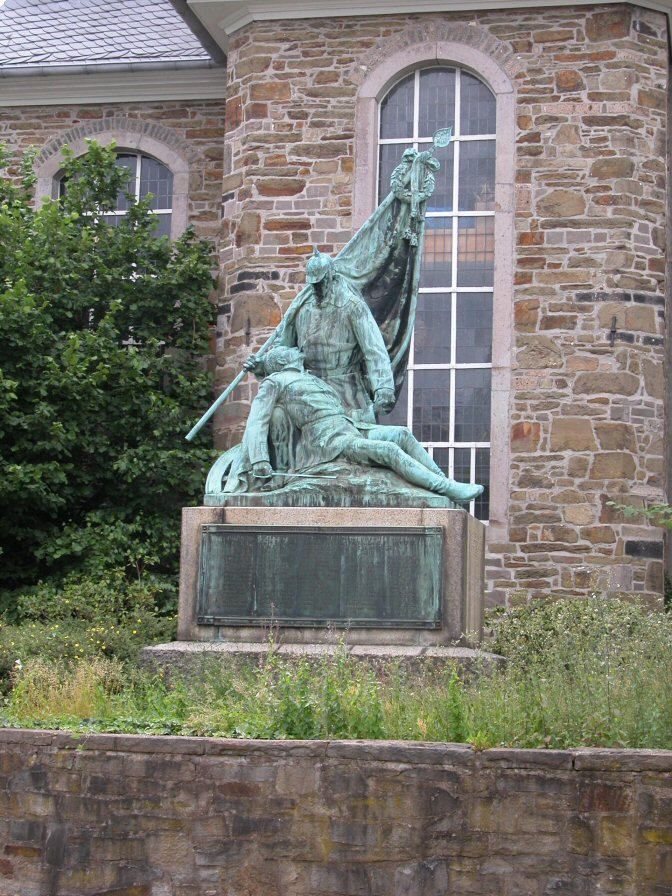
Kriegerdenkmal an der ev. Kirche

Am 13. Juli 1910 stürzte das Luftschiff „Erbslöh“ bei Pattscheid ab.
1911 stiftete Albert Römer das Kriegerdenkmal für die Gefallenen der Einigungskriege 1866 und 1870/71. Das Denkmal wurde nach einem Entwurf des Charlottenburger Bildhauers Arnold Künne geschaffen und vor der evangelischen Kirche aufgestellt.
Im Jahre 1964 wurde der Name der Stadt Bergisch-Neukirchen in Bergisch Neukirchen geändert.
Am 16. März 1960 wurde die katholische Pfarrgemeinde „Heilige Drei Könige zu Bergisch Neukirchen“ im Verband der Kirchengemeinde Pattscheid, St. Engelbert errichtet. Die neue Gemeinde besteht aus Teilen der bisherigen Gemeinden in Pattscheid, Lützenkirchen, Quettingen und Opladen. Mit Wirkung vom 15. Mai 1963 wurde das Rektorat zur selbständigen Rektoratspfarrei erhoben. Erster Pfarrer wurde Arnold Zimmermann, der zugleich Pfarrer in Pattscheid war. Gottesdienste fanden zunächst im dafür angemieteten Saal der Gaststätte Tillmanns statt. Am 6. Juni 1971 wurde die katholische Kirche Hl. Drei Könige geweiht.
Am 1. Januar 1975 wurde durch §17 Köln-Gesetz Bergisch Neukirchen zusammen mit Opladen und dem bis dahin Monheimer Ortsteil Hitdorf in die Stadt Leverkusen eingegliedert. Seitdem gehört Bergisch Neukirchen zum Leverkusener Stadtbezirk II.
Von 1979 bis 1984 erfolgte eine Restaurierung der evangelischen Kirche und des Turmes.
Am 31. Mai 1992 fuhr letztmals ein Schienenbus auf der auch „Balkantrasse“ genannten Bahnstrecke Wuppertal-Oberbarmen–Opladen durch Bergisch Neukirchen. Am 29. Mai 2014 wurde auf der Strecke ein Panorama-Radweg/Wanderweg eröffnet. Die Finanzierung geschah privat und gefördert durch den Verein der Freunde und Förderer der Balkantrasse Leverkusen e. V. Dabei wurden rund 400.000 Euro aufgebracht. Der Förderverein verpflichtete sich gegenüber der Stadt Leverkusen für die nächsten 20 Jahre zum Unterhalt und zur Pflege des gesamten Grundstückes.

### Einwohnerentwicklung
- 01. Dezember 1900: 2108
- 31. Dezember 1990: 6832
- 31. Dezember 1995: 6752
- 31. Dezember 1996: 6839
- 31. Dezember 1997: 6874
- 31. Dezember 1998: 6877
- 31. Dezember 1999: 6964
- 31. Dezember 2000: 6912
- 31. Dezember 2001: 6889
- 31. Dezember 2002: 6851
- 31. Dezember 2003: 6544
- 31. Dezember 2005: 6835
- 31. Dezember 2006: 6800
- 31. Dezember 2007: 6816
- 31. Dezember 2010: 6677[6]
- Einwohner: 6675[7]
- 31. Dezember 2023: 6751[1]

### Religion

#### Konfessionsstatistik
Die Bevölkerung im Raum Leverkusen war – abgesehen von dem „evangelischen“ Neukirchen – bis in das 19. Jahrhundert hinein überwiegend katholisch. Nur die Gemeinde in Neukirchen war 1612 zum lutherischen Glauben übergetreten und blieb im hiesigen Stadtgebiet lange Zeit die einzige.
Eine erste vollständige Übersicht über die Verteilung der beiden christlichen Konfessionen im Raum Leverkusen ist anhand der Volkszählungsergebnisse für das Jahr 1832 möglich. Damals war die Bevölkerung in Leverkusen noch weit überwiegend katholisch: Die entsprechenden Anteile machten für die Stadtteile zwischen 86,3 % und 99,2 % aus. Umgekehrt war das Konfessionsverhältnis in Neukirchen: Dort waren 90,8 % der Bevölkerung evangelisch.
Bei einem Blick auf die Entwicklung der Konfessionsstruktur über den gesamten Zeitraum von 1832 bis 2017 konnte schon Mitte der 1950er-Jahre von „einem grundlegenden Wandel“ gesprochen werden. Dabei fällt für den Raum Leverkusen insgesamt der tendenziell rückläufige Anteil der Katholiken auf; bei den Protestanten sank der Anteil erst seit den Volkszählung 1961.
Trotz der diesbezüglich negativen Entwicklung blieb das historisch deutliche Gewicht der katholischen bzw. evangelischen Konfession in einigen Stadtteilen – wenn auch abgeschwächt – erhalten. So galten – abgesehen vom Wachstum der Zahl und des Anteils der Anders- bzw. Nichtgläubigen – auch 2017 vor allem noch Hitdorf, Rheindorf, Lützenkirchen, Bürrig, Schlebusch und Steinbüchel als „katholisch“, während in Bergisch Neukirchen (mit 0,2 %) der vergleichsweise überwiegend „evangelische“ Charakter weiterhin erkennbar war.
Ende 2017 waren von den Einwohnern 31,2 % evangelische Christen, 31,0 % Katholiken und 37,8 % waren konfessionslos oder hatten eine sonstige Konfession oder Religion.

#### Pfarrer der evang. Kirchengemeinde
- 1590–1612 Johann Wolfstall (erster luth. Pfarrer)
- 1612–1648 Theodor Hartmann
- 1648–1678 Petrus Hartmann
- 1678–1718 Petrus Hartmann d. J.
- 1719–1729 Theodor Hartmann
- 1729–1773 Peter Christoph Scheibler
- 1773–1814 Peter Christoph Scheibler jr.
- 1816–1840 Johann F. A. Hundhausen
- 1840–1847 Wilhelm Kleinschmidt
- 1848–1888 Jean Trapp
- 1889–1928 Friedrich K. C. F. Nölle
- 1928–1968 Erich von Dreusche
- 1968–1974 Dr. Günter Reese
- 1975–1986 Christoph Nicolai
- 1987–2013 Hans-Michael Bach
- 2015–2023 Gernold Sommer
- ab 2023 Charlotte Fischer und Michael Lehmann-Pape

## Politik
Die Bürgermeister von Bergisch Neukirchen:
- 1858–1871 Robert Pilgram
- 1871–1878 Robert Halfmann
- 1878–1900 Friedrich Wilhelm Stutz
- 1900 Dr. Goetz (kommissarisch)
- 1900–1926 Ernst Schroeder
- 1926–1928 Richard Rohde
- 1928–1934 Karl Voos
- 1933–1934 Otto Förster
- 1934–1935 Erich Lindhorst
- 1935–1945 Ferdinand Hermanns
- 1945–1946 Franz-Josef Sontag
- 1946–1958 Wilhelm Hastrich
- 1952–1958 Max Schönenberg
- 1958–1961 Max Schönenberg
- 1961–1964 Wilhelm Hastrich
- 1964–1969 Max Schönenberg
- 1967–1969 Hans-Erwin Biermann
- 1969–1974 Erwin Jansen

## Kultur und Freizeit
Bergisch Neukirchen besitzt eine Anzahl von Fachwerkhäusern, teilweise sind diese Gebäude verschiefert. So steht auch das älteste Fachwerkhaus Leverkusens, aus dem Jahre 1561, in Bergisch Neukirchen. Einige Häuser sind aus dem 17. Jahrhundert.
Die Evangelische Kirchengemeinde bietet viele Gruppenangebote an.
Als das größte Amateurtheater in Leverkusens vertritt die die Volksbühne Bergisch Neukirchen e. V. schon seit über 70 Jahren ihr Vereinsmotto „Den Menschen zur Freude“. Dabei präsentiert sie ein vielfältiges Programm für Jung und Alt mit ernsten, heiteren, musikalischen und märchenhaften Aufführungen.
Seit 2007 findet ca. 10 mal im Jahr ein abwechslungsreiches Veranstaltungsprogramm "Kultur am Donnerstag" im evangelischen Gemeindehaus statt.

## Infrastruktur

### Verkehr

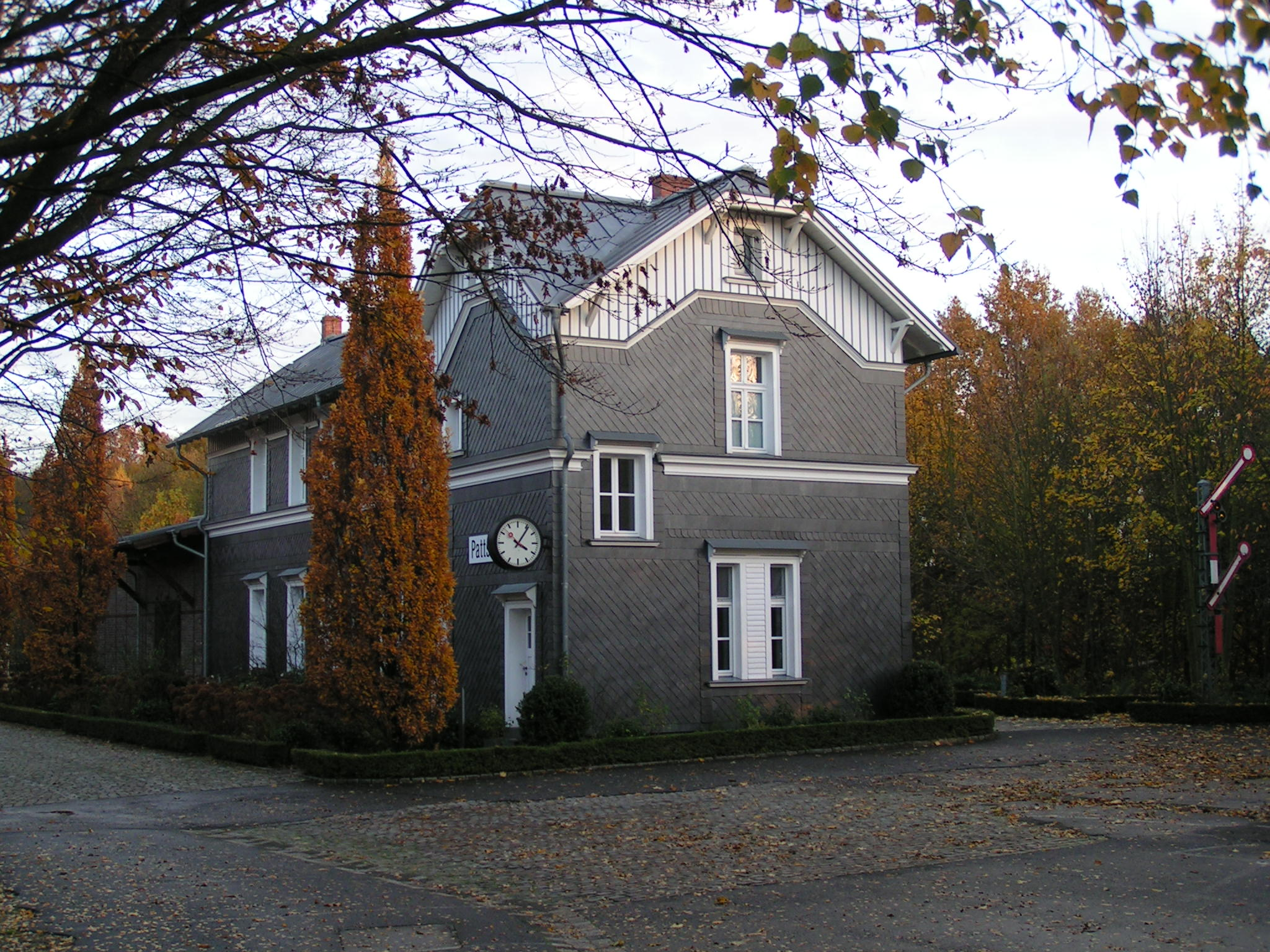
Ehemaliger Bahnhof Pattscheid der Bahnstrecke Wuppertal-Oberbarmen–Opladen

Mitten durch Bergisch Neukirchen verläuft die Landesstraße 291, die ehemalige Bundesstraße 232. Sie verbindet Opladen im Südwesten und Burscheid in östlicher Richtung und ist von der Bundesautobahn 3 über die Abfahrt Opladen und von der Bundesautobahn 1 über die Abfahrt Burscheid zu erreichen. Die Landesstraße 359 verbindet Bergisch Neukirchen mit Leichlingen.
Die Buslinien 239, 240, 251, 253 und 258 verbinden Bergisch Neukirchen mit Leverkusen Mitte, dem Chempark, Hitdorf, Opladen, Burscheid, Hilgen und Leichlingen. Nächster Bahnhof ist Opladen an der Strecke Köln–Wuppertal. Früher lag Bergisch Neukirchen an der Bahnstrecke Wuppertal-Oberbarmen–Opladen.

### Einrichtungen
- Städtischer Kindergarten
- Kindergarten Heilige Drei Könige
- Evangelische Kindertagesstätte
- Gemeinschaftsgrundschule Bergisch Neukirchen
- Begegnungsstätte mit Seniorentreff (DRK-Ortsverein Bergisch Neukirchen im Kreisverband Leverkusen)

## Persönlichkeiten

### Söhne und Töchter
- Bertram Pfeiffer (1797–1872), deutscher Politiker und Bürgermeister von Essen
- Maximilian Friedrich Scheibler (1759–1840), deutscher evangelisch-lutherischer Geistlicher und Autor in Monschau
- Ewald Schnaare (1882–unbekannt), Architekt

### Ehrenbürger
- Carl Albrecht Römer, 1912 ernannt

### Weitere Persönlichkeiten
- Juliane Hund (1928–1999), Fernschach-Europameisterin
- Gerhard Hund (1932–2024), Mathematiker und Informatiker, lebte von 1967 bis 2007 in Bergisch Neukirchen.
- Barbara Hund (* 1959), Schachgroßmeisterin
- Isabel Hund (* 1962), Schachmeisterin
- Friedrich Pilgram (1819–1890), Philosoph, Theologe und Publizist